# Esposamante
Mogliamante (em português, Esposamante) é um filme franco-italiano de 1977, do gênero comédia dramática, dirigido por Marco Vicario.

## Sinopse
Produtor de vinhos anarquista é dado como morto, deixando a mulher livre para assumir os negócios e a sua própria personalidade. A transformação intelectual e sexual dessa mulher, no entanto, ainda é alvo de atenção do marido desaparecido.

## Elenco
- Laura Antonelli.... Antonia De Angelis
- Marcello Mastroianni.... Luigi De Angelis
- Leonard Mann.... Dr. Dario Favella
- William Berger.... Conde Brandini
- Stefano Patrizi.... Enrico
- Gastone Moschin.... Vicenzo
- Luigi Diberti.... advogado
- Olga Karlatos.... Dra. Paola Pagano
- Enzo Robutti.... padre
- Daniele Gabbai.... jovem oficial

## Principais prêmios e indicações
Prêmio David 1978 (Itália)
- Venceu na cateoria de melhor música (Armando Trovajoli).